# Hans Vogel (Architekt)
Hans Hermann Lothar Vogel (geb. 11. August 1900 in Weimar; † 12. Mai 1941 ebenda) war ein deutscher Architekt mit Wirkungsort vorrangig Weimar.

## Leben und Werk
Vogel war Sohn eines Weimarer Kunstmalers. Vogel entwarf in der Tiefurter Allee 2 c die 1938 bis 1941 entstandene Johanneskirche. Anzunehmen ist, dass er auch das benachbarte zeitgleich entstandene Pfarrhaus in der Tiefurter Allee 2 b entwarf.
An der Bauhaus-Universität Weimar im Archiv der Moderne – Sammlungsbereich Bauhausstraße 7b befindet sich sein Nachlass unter der Bestandssignatur N57. Die Aktenlaufzeit liegt zwischen 1886 und 1940 und umfasst 45 Zeichnungen, 305 Schriftstücke, 57 Fotos und ein Kinderkleid. Durch seine Tochter gelangte sein Nachlass in dieses Archiv. Vogel war Absolvent der Weimarer Baugewerkenschule, besuchte aber auch Lehrveranstaltungen parallel am Bauhaus und war zugleich im Atelier von Walter Gropius tätig. Auch war er in den Büros der bedeutenden Vertretern modernen Bauens Thilo Schoder in Gera und Adolf  Meyer tätig. In Weimar war er freischaffender Architekt. Er verstarb frühzeitig an Tuberkulose.